# سكوت ساندرز (لاعب كرة قاعدة)
سكوت ساندرز (بالإنجليزية: Scott Sanders)‏ هو لاعب كرة قاعدة أمريكي، ولد في 25 مارس 1969 في هانيبال في الولايات المتحدة.

## وصلات خارجية
- سكوت ساندرز على موقع الدوري الياباني لكرة القاعدة (الإنجليزية)
- سكوت ساندرز على موقعبيزبول رفرنس.كوم (الدوري الرئيسي) (الإنجليزية)
- سكوت ساندرز على موقعبيزبول رفرنس.كوم (الدوري الثانوي) (الإنجليزية)
- سكوت ساندرز على موقع إي إس بي إن.كوم (أم.أل.بي) (الإنجليزية)
- سكوت ساندرز على موقع مشجعي الرسوم البيانية (الإنجليزية)